# فن دریتون
فن دریتون (به انگلیسی: Fen Drayton) یک روستا و محله مدنی در بریتانیا است که در کمبریج‌شر جنوبی واقع شده‌است. فن دریتون ۸۵۶ نفر جمعیت دارد.